# August Kukk
August Kukk (ur. 24 kwietnia 1908 w Kirbli, zm. 5 kwietnia 1988 w Tallinnie) – estoński zapaśnik walczący w stylu wolnym. Olimpijczyk z Berlina 1936, gdzie zajął trzynaste miejsce w wadze półśredniej.

## Letnie Igrzyska Olimpijskie 1936
| Konkurencja | Rundy eliminacyjne  | Rundy eliminacyjne    | Klas. końcowa |
| Konkurencja | Przeciwnik I        | Przeciwnik II         | Miejsce       |
| ----------- | ------------------- | --------------------- | ------------- |
| 72 kg       | Willy Angst (SUI) P | Kálmán Sóvári (HUN) P | 13.           |